# Únorová ústava

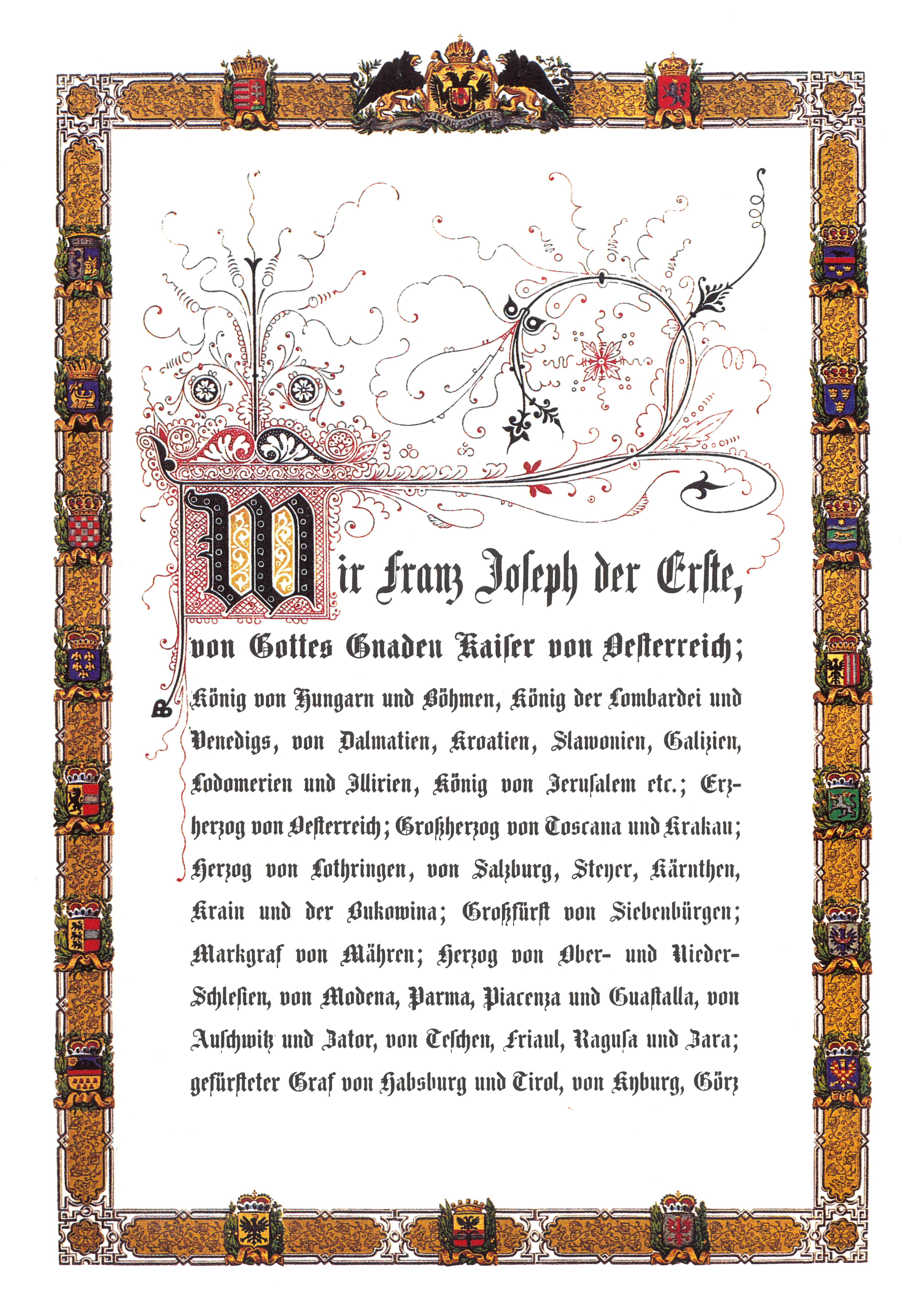
Úvodní strana textu Únorové ústavy

Únorová či Schmerlingova ústava, v jiných jazycích zpravidla označovaná Únorový patent, byla ústava Rakouského císařství, kterou 26. února 1861 státní ministr Anton von Schmerling oktrojoval (vyhlásil) pro celé jeho území.
Tato centralistická ústava byla přijata poté, co se zvedl odpor proti Říjnovému diplomu z předchozího roku, který předjímal federalistické uspořádání říše. Vyhlášením ústavy došlo fakticky ke změně systému na konstituční monarchii. Zřizovala dvoukomorovou říšskou radu jako základní zákonodárný orgán monarchie a zemská zřízení s volebními řády do zemských sněmů. Vytýkán jí byl především paragraf 13, podle kterého mohla vláda v případě nutnosti vydat zákon bez součinnosti poslanců, jakož i bez jejich dodatečného souhlasu. Ústava platila do roku 1865, kdy byla její platnost pozastavena (tzv. sistace ústavy) císařem na žádost předsedy vlády Richarda Belcrediho, který vystřídal ve funkci právě Schmerlinga.
Po porážce Rakouského císařství Pruskem u Hradce Králové došlo roku 1867 k rakousko-uherskému vyrovnání, na nějž navázala Prosincová ústava, platná až do konce existence Rakouska-Uherska.